# Iberia de Córdoba
Iberia de Córdoba war ein mexikanischer Fußballverein, der 1921 am Campeonato del Centenario, der Landesmeisterschaft von Mexiko, teilnahm. Der Verein hatte seinen Sitz in der Stadt Córdoba im Bundesstaat Veracruz.

Vereinslogo

## Geschichte

### Der ursprüngliche Verein
Die Brüder Olavarrieta entschieden sich 1915 für den Export von Kaffee in großem Stil. Zu diesem Zweck heuerten sie eine größere Zahl junger spanischer Immigranten an, die zum Teil bereits in Córdoba lebten und die zum Teil in der Hafenstadt Veracruz angeheuert und nach Córdoba geholt wurden. Noch im selben Jahr rief diese Gruppe eine Fußballmannschaft ins Leben, der sie den Namen Iberia gab. Zum ersten Präsident wurde der die Mannschaft finanzierende Gesellschafter Santiago Olavarrieta ernannt.
Weil es ihnen anfangs noch an Gegnern fehlte, bestritten sie ihre Spiele zunächst vereinsintern, begannen sich aber bald mit Vereinen aus Veracruz und dem benachbarten Orizaba zu messen. Bereits 1915/16 wurde erstmals die Staatsmeisterschaft von Veracruz ausgetragen, die Iberia insgesamt dreimal gewann: 1922, 1926 und 1932.
Finanzielle Probleme im Hause Olavarrieta führten schließlich zur Auflösung des Vereins, woraufhin sich viele Spieler anderen Vereinen, vorwiegend in Veracruz und Orizaba, anschlossen.

### Die Reaktivierung in den 1970er Jahren
Zur Saison 1971/72 stieg eine Mannschaft aus Córdoba der seinerzeit noch drittklassigen Tercera División bei und nahm etwa zum 1. August 1973 den Namen des früheren Traditionsvereins Iberia an. In der darauffolgenden Saison 1973/74 qualifizierte Iberia sich für die Endrunde um die Drittligameisterschaft und stieß bis ins Halbfinale vor, wo sie (nach 2:3 und 2:1) in einem ausgedehnten Elfmeterschießen mit 11:12 gegen den späteren Meister Celaya FC unterlag. Weil in der kommenden Saison 1974/75 jedoch die damals noch zweitklassige Segunda División von vormals 20 auf nunmehr 24 Teilnehmer erhöht wurde, kam auch der Halbfinalist Iberia de Córdoba in den Genuss des Aufstiegs und war in den folgenden drei Spielzeiten (von 1974/75 bis 1976/77) in der Segunda División vertreten. Mit der Bilanz von 16 Siegen, 16 Remis und 14 Niederlagen musste Iberia am Ende der Saison 1976/77 keinen sportlichen Abstieg hinnehmen, aber aufgrund von finanziellen Schwierigkeiten eine Kooperation mit der Universidad Veracruzana de Córdoba eingehen, die praktisch die Mannschaft des angeschlagenen Club Iberia übernahm.